# ۱۴ مارس
۱۴ مارس هفتاد و سومین (در سال‌های کبیسه هفتاد و چهارمین) روز سال در گاه‌شماری میلادی است. ۲۹۲ روز تا پایان سال باقی‌است.

## زادروزها
- ۱۶۸۱ - گیورگ فیلیپ تیلمان، آهنگساز و نوازنده آلمانی، (درگذشته ۱۷۶۷)
- ۱۸۷۹ - آلبرت انیشتین، فیزیک‌دان نظری آمریکایی-آلمانی، (درگذشته ۱۹۵۵)
- ۱۸۹۲ - ماتیاش راکوشی، سیاست‌مدار مجاری ارداری، (درگذشته ۱۹۷۱)
- ۱۹۰۵ - رمون آرون، فیلسوف فرانسوی، (درگذشته ۱۹۸۳)
- ۱۹۰۶ - فاضل کوچوک، روزنامه‌نگار و سیاست‌مدار قبرسی، (درگذشته ۱۹۸۴)
- ۱۹۰۹ - آندره پیر دو ماندیارگه، نویسنده فرانسوی، (درگذشته ۱۹۹۱)
- ۱۹۱۱ - عبدالسلام دهاتی، شاعر تاجیکستانی، (درگذشته ۱۹۶۲)
- ۱۹۱۲ - کلیف باستین، فوتبالیست انگلیسی، (درگذشته ۱۹۹۱)
- ۱۹۲۳ - دیان آربوس، عکاس زن آمریکایی، (درگذشته ۱۹۷۱)
- ۱۹۲۴ - اقرار علیف، مورخ آذربایجانی، (درگذشته ۲۰۰۴)
- ۱۹۳۱ - لیسبت پالمه، سیاستمدار سوئدی،
- ۱۹۳۳ - کوئینسی جونز، آهنگساز آمریکایی،
- ۱۹۳۴ - یوجین کرنان، فضانورد آمریکایی،
- ۱۹۳۶ – ادوارد گوسف، دوچرخه‌سوار اهل اتحاد جماهیر شوروی سوسیالیستی (د. ۲۰۱۶)
- ۱۹۴۸ - جیمز نچوی، عکاس آمریکایی،
- ۱۹۴۸ - تام کوبرن، سیاستمدار و پزشک آمریکایی،
- ۱۹۶۱ - پنی جانسون جرالد، بازیگر آمریکایی،
- ۱۹۶۵ - کوین ویلیامسون، فیلمنامه‌نویس آمریکایی،
- ۱۹۷۹ - نیکولا آنلکا، بازیکن فوتبالیست اهل فرانسوی
- ۱۹۸۷ - ارغوان رضایی، تنیس باز ایرانی‌تبار فرانسوی

## درگذشت‌ها
- ۱۸۸۳ - کارل مارکس، فیلسوف و متفکر انقلابی آلمانی، (زاده ۱۸۱۸)
- ۱۹۳۲ - جرج ایستمن، مخترع و تاجر آمریکایی (زاده ۱۸۵۴)
- ۱۹۶۱ - درویش المقدادی، تاریخ‌نگار، استاد دانشگاه و فعال سیاسی فلسطینی. [۱]
- ۱۹۷۱ - حمدی اعظمی، حقوق‌دان عراقی (زاده ۱۸۸۲)
- ۱۹۹۵ - ویلیام آلفرد فولر، اخترفیزیک‌دان آمریکایی (زاده ۱۹۱۱)
- ۲۰۱۸ - استیون هاوکینگ، فیزیک‌دان و کیهان‌شناس بریتانیایی (زاده ۱۹۴۲)

## مناسبت ها
- روز عدد پی